# ハンニバル (映画)
『ハンニバル』（Hannibal）は2001年のアメリカ・イギリス・イタリア合作映画。原作はトマス・ハリスの小説『ハンニバル』（1999年出版）。『羊たちの沈黙』の続編にあたる。監督はリドリー・スコット。猟奇的なシーンが多く、日本公開時はR-15指定された。

## あらすじ
全米を恐怖に陥れた「バッファロー・ビル事件」から10年後。
ボルティモアの大富豪メイスン・ヴァージャー（ゲイリー・オールドマン）は、精神病院から脱獄したハンニバル・レクター（アンソニー・ホプキンス）の行方を追っていた。小児愛者のメイスンはかつてレクターの治療を受けたが、昏睡させられた間に全身に深い傷を負わされていた。一方、当時レクターと接触していたFBI特別捜査官クラリス・スターリング（ジュリアン・ムーア）は、リッチモンドにおける麻薬捜査で銃撃戦となった結果、多数の犠牲者を出したことで遺族から告訴されていた。政財界に絶大な影響力をもつメイスンは、マスコミの報道で彼女の存在を知り、司法省のポール・クレンドラー（レイ・リオッタ）を利用し、殺しても飽き足らない仇であるレクターの捜査にクラリスを復帰させようと目論む。
10年前にボルティモアの精神病院から脱獄したレクターは、その頃イタリアのフィレンツェに潜伏していた。彼がクラリスへ送った手紙が調べられ、世界中で数軒の店舗しか取り扱っていないスキンクリームの残り香が特定された。そのうちの一軒があるフィレンツェにおいて地元警察のパッツィ刑事は、捜査で知り合った男の正体がレクターだと気づき、富豪のメイスンに売って懸賞金を得ようと画策した。だが、パッツィ刑事はクラリスの警告に耳を貸さず、レクターを単独で逮捕しようとして、逆に惨殺されてしまう。
メイスンに大金で買収されたクレンドラーは、クラリスをレクターと通じていたとの理由で謹慎処分に陥れた。それは、彼女を気に入っているレクターをおびき出す罠であった。ワシントンD.C.でクラリスに接触を計り、彼女を監視していたメイスンの配下たちに拉致されるレクター。それがメイスンの仕業だと気づいたクラリスは、単身で彼の屋敷に乗り込む。そこでは、レクターが猪に生餌として与えられようとしていた。クラリスはレクターの救出には成功したが、男たちのうちの一人が放った銃弾を受けて気を失ってしまう。メイスンはそれまで酷使してきた主治医に裏切られ、自ら猪たちの前に投げ出されて、生きたまま食いちぎられてしまう。
クラリスが目を覚ますと、そこはクレンドラーの豪華な別荘で、彼女は昏睡している間に傷の治療を受け、カクテルドレスを着せられていた。彼女がダイニングへ向かうと、そこでレクターは捕らえて薬物を投与したクレンドラーを座らせ、食事の用意をしていた。まだ意識が朦朧としたクラリスの目の前で、レクターはクレンドラーの頭蓋骨を切り開き、切り取った彼の脳を見事な手際で調理した。与えられた自身の脳を、正気を失ったクレンドラーは美味そうに食べるのだった。その頃、すでにFBIがクレンドラーの別荘へ向かっていた。力を絞り出すようにしてクラリスは自らとレクターの腕に手錠をかけた。「時間がないんだ」とレクターは大型の包丁を持ち出し、「かなり痛いぞ」と声をかけると、二人の手首に振り下ろした。しかし、FBIが駆けつけると、その場に残されたクラリスの腕には傷一つ付けられていなかった。
その後、ある国際線の旅客機内。変装し、負傷した片腕を吊ったレクターが、不味い機内食の代わりにと自らが持ち込んだ料理を取り出す。それを興味深そうに見つめる隣席の男の子に、レクターは「何事も初めての体験をすることが肝心」と、優しく分け与えてやるのだった。

## 登場人物
ハンニバル・レクター
演 - アンソニー・ホプキンス
脱獄犯。かつては著名な精神科医であったが、患者を殺害してその人肉を食うという犯行手段で世間を騒がせた猟奇殺人鬼でもある。現在ではフェル博士と名乗り、イタリアのフィレンツェで潜伏生活を送っている。
クラリス・スターリング
演 - ジュリアン・ムーア
FBI特別捜査官。上司のミスをおしつけられるなど立場が悪くなり、その時にメイスンからレクターの逮捕を命じられる。
メイスン・ヴァージャー
演 - ゲイリー・オールドマン
ボルティモアの大富豪。車椅子で生活している。かつてレクターを招待した時にレクターにすすめられた麻薬のせいで酩酊状態になり、自分で自分の顔をナイフで削ぎ取ったたため、その容貌は凄まじく異形である。レクターに復讐をしようとするが返り討ちにあい殺害される。ゲイリー・オールドマンはノンクレジットで出演している。
ポール・クレンドラー
演 - レイ・リオッタ
司法省勤めの人間。メイスンに大金で買収され、クラリスを停職に追い込んだりする。
バーニー
演 - フランキー・R・フェイソン
レクターが収監されていた精神異常犯罪者用州立病院の元看護師。現在は州立病院の看護師として勤務している。
レナルド・パッツィ
演 - ジャンカルロ・ジャンニーニ
イタリアの主任捜査官。懸賞金目当てにレクターを捕まえようとするが逆に殺害されてしまう。
アレグラ・パッツィ
演 - フランチェスカ・ネリ
レナルドの妻。
コーデル・ドームリング
演 - ジェリコ・イヴァネク
医師。メイスンの担当でもある。常識人だが異常としかいえない周囲のせいで冷静な考えができなくなることもある。
イヴェルダ・ドラムゴ
演 - ヘイゼル・グッドマン
麻薬密売人。撃たれて殺害される。
ピアソール
演 - デヴィッド・アンドリュース
FBI捜査官。
ヌーナン
演 - フランシス・ガイナン
FBI捜査官。
ニョッコ
演 - エンリコ・ロー・ヴェルソ
スリ。レクターの指紋摂取のためにパッツィに雇われるが、指紋採取には成功したもののレクターに殺害される。

## キャスト
| 役名                               | 俳優                       | 日本語吹替 | 日本語吹替   | 日本語吹替 |
| 役名                               | 俳優                       | ソフト版   | テレビ朝日版 | VOD版      |
| ---------------------------------- | -------------------------- | ---------- | ------------ | ---------- |
| ハンニバル・レクター               | アンソニー・ホプキンス     | 石田太郎   | 日下武史     | 佐々木勝彦 |
| クラリス・スターリング             | ジュリアン・ムーア         | 勝生真沙子 | 塩田朋子     | 岡寛恵     |
| メイスン・ヴァージャー             | ゲイリー・オールドマン     | 中尾隆聖   | 樋浦勉       | 安原義人   |
| ポール・クレンドラー               | レイ・リオッタ             | 大塚芳忠   | 内田直哉     | 郷田ほづみ |
| バーニー                           | フランキー・R・フェイソン  | 玄田哲章   | 北川勝博     | 吉柳太士郎 |
| レナルド・パッツィ主任捜査官       | ジャンカルロ・ジャンニーニ | 菅生隆之   | 勝部演之     | 宝亀克寿   |
| アレグラ・パッツィ（レナルドの妻） | フランチェスカ・ネリ       | 日野由利加 | 五十嵐麗     | 松井暁波   |
| コーデル・ドームリング医師         | ジェリコ・イヴァネク       | 星野充昭   | 諸角憲一     | 多田野曜平 |
| イヴェルダ・ドラムゴ（麻薬密売人） | ヘイゼル・グッドマン       | 火野カチ子 | 定岡小百合   | 松井暁波   |
| ピアソールFBI捜査官                | デヴィッド・アンドリュース | 水野龍司   |              | 宮林康     |
| ヌーナンFBI副長官                  | フランシス・ガイナン       | 西村知道   |              | 田久保修平 |
| ニョッコ                           | エンリコ・ロー・ヴェルソ   | 檀臣幸     |              | 立岡耕造   |
| カルロ                             | イヴァノ・マレスコッティ   | 仲野裕     |              |            |
| マッテーオ                         | ファブリツィオ・ジフーニ   | 松本保典   |              |            |
| ピエロ                             | アレックス・コラード       | 遠藤純一   |              |            |
| ボブ・スニードBATF捜査官           | テッド・コッホ             |            | 楠見尚己     | 宮本克哉   |
| フランコ・ベネッティ捜査官         | アンドレア・ピーディモンテ | 成田剣     |              | 田所陽向   |
| 飛行機の少年                       | イアン・イワタキ           | 矢島晶子   |              |            |
| 香水の鑑定士                       | マーク・マーゴリス         |            |              | 多田野曜平 |

- ソフト版吹替
  - その他の声の出演 - 相沢正輝
  - 演出：市来満、翻訳：芝谷真由美、調整：浅倉務、日本語版制作：ニュージャパンフィルム
  - ソフト版吹替のクラリス役の勝生は、前作『羊たちの沈黙』のVHS版に引き続いての起用（ただし後発のDVD/BD版では吹き替えていない）。一方レクター役は、前作のVHS版で吹き替えた金内吉男が既に鬼籍に入っていたため、前作でテレビ朝日版で吹き替えた石田太郎が起用された。
- テレビ朝日版吹替 - 初回放送2003年3月23日『日曜洋画劇場』(21:00〜23:24)（R15+指定のため、グロテスクなシーンはほとんどカットされた。）
  - その他の声の出演 - 中村秀利、金尾哲夫、中博史、長克巳、土田大、秋元羊介、川島得愛、平田広明、沢木郁也、斎藤恵理、伊藤亜矢子
  - 演出：向山宏志、翻訳：芝谷真由美、調整：長井利親、山田太平、効果：リレーション、日本語版制作：ムービーテレビジョン
- VOD版 - Netflix、U-NEXTにて配信。
  - 演出：吉田啓介、製作︰グロービジョン[4]

## 評価
レビュー・アグリゲーターのRotten Tomatoesでは171件のレビューで支持率は40%、平均点は5.10/10となった。Metacriticでは36件のレビューを基に加重平均値が57/100となった。

## 作品解説
- クラリス役は、「同じ役は引き受けない」として断ったジョディ・フォスターに代り、ジュリアン・ムーアが担当。ジョディが降板した当初はジリアン・アンダーソンがクラリス役の候補に挙がっていたものの、当時彼女がレギュラー出演していた『X-ファイル』の契約が残っており、契約で他作品でのFBI捜査官役を演じることを禁じられていためクラリス役の候補から外れることになった[7]。
- 原作と映画では結末が大きく異なる。これは降板したジョディ、ジョディの代役としてクラリス役を引き受けたジュリアンの両者から難色を示されたため結果、制作側が妥協する形で結末を変更することになった。
- オープニングテーマは、小説の中でレクター博士の愛聴盤とされたグレン・グールドのバッハ『ゴルトベルク変奏曲』のアリア。レクター博士の人物設定では1955年版が愛聴盤であるが、テーマとして使用されたのは1981年版である。なお『ゴルトベルク変奏曲』は前作映画『羊たちの沈黙』のなかでも挿入曲として使用されている。
- 劇中の野外オペラで演奏されていた曲は、"Vide cor Meum"。出典はダンテの"新生（La Vita Nuova）"とされている。作曲は、アイルランドの映画音楽家パトリック・キャシディ。2002年のアカデミー賞授賞式でもこの曲が演奏された。